# Géo Marchand
 (décembre 2022).
Si vous disposez d'ouvrages ou d'articles de référence ou si vous connaissez des sites web de qualité traitant du thème abordé ici, merci de compléter l'article en donnant les références utiles à sa vérifiabilité et en les liant à la section « Notes et références ».
Géo Marchand, né le 27 juin 1922 à Vierzon, mort le 23 juillet 2010 à Fargues-Saint-Hilaire, est un spéléologue français. 
Secrétaire général, puis président d’honneur de la fédération française de spéléologie, Géo Marchand est surtout connu pour avoir été la cheville ouvrière de l'unification du mouvement spéléo en France et de la création de la fédération française de spéléologie, en organisant un congrès national, prélude à la réunion des deux fédérations.

## Biographie
Géo Marchand est le fils de Moïse Marchand, et de Louise Ciret et le frère puiné de Marcelle.
Son père, Moïse, cadre à la SNCF, est un sportif émérite, grand coureur. 
Son prénom qui s'écrit et se prononce « Géo » a été choisi par ses parents en référence à un athlète alors en vue, Géo André.
Il aura lui-même trois enfants.
Le goût de l'exploration souterraine lui est donné par son professeur d'histoire naturelle.
Il pratique la spéléologie principalement dans le Sud-Ouest, principalement dans le Lot.
Soixante-douze ans après Édouard-Alfred Martel, il redécouvre l’igue de Goudou.
Assez rapidement il prend des responsabilités dans l'organisation de son club et de sa région. 
Habitant Paris, il est inspecteur à la division des ouvrages d’arts de la direction des installations fixes de la SNCF.
Son emploi à la SNCF lui permettant de voyager facilement, il adhère à la SSF et au CNS dont on lui propose d'être le délégué général. 
Après la fusion, en 1963, il devient secrétaire de la nouvelle fédération, poste qu'il occupera efficacement plusieurs années. 
Dès 1960 il se sert pour son action du mouvement fédérateur et structurant les huit premiers CDS lancé dans la région Rhône-Alpes ainsi que de la dynamique et de l'action constructive de la Commission de l'enseignement qui deviendra l'EFS.
Jeune retraité, Géo Marchand s’installe dans le Lot à Cabrerets, ville des grottes de Pech Merle, de leur inventeur André David, d'Amédée Lemozi et d'André Niederlender.  
Il organise, chez lui à Cahors, du 6 au 10 septembre 1959, le second congrès de spéléologie française. Il a alors 37 ans.
Dans les années 1970, Géo Marchand crée l'Office de reconnaissance de topographie souterraine (ORETOS). Cette SARL a pour objet d’effectuer la reconnaissance et la topographie de tout site aérien ou souterrain, de cheminée de tunnel, de galerie ou viaduc d’accès difficile, etc.
En 2004, alors qu’il est sur le point de régler sa succession, Géo Marchand ne souhaite pas voir disperser les archives concernant ses activités au sein de cette société et il en fait don le 2 juin 2004 à l’État, afin qu'elles soient conservées aux Archives nationales du monde du travail. Il s’agit essentiellement de dossiers d’affaires et techniques, comportant des photographies, de la correspondance, des rapports techniques, des plans et des dessins techniques.
Géo Marchand fut également président des foyers ruraux du Lot.

## Bibliographie

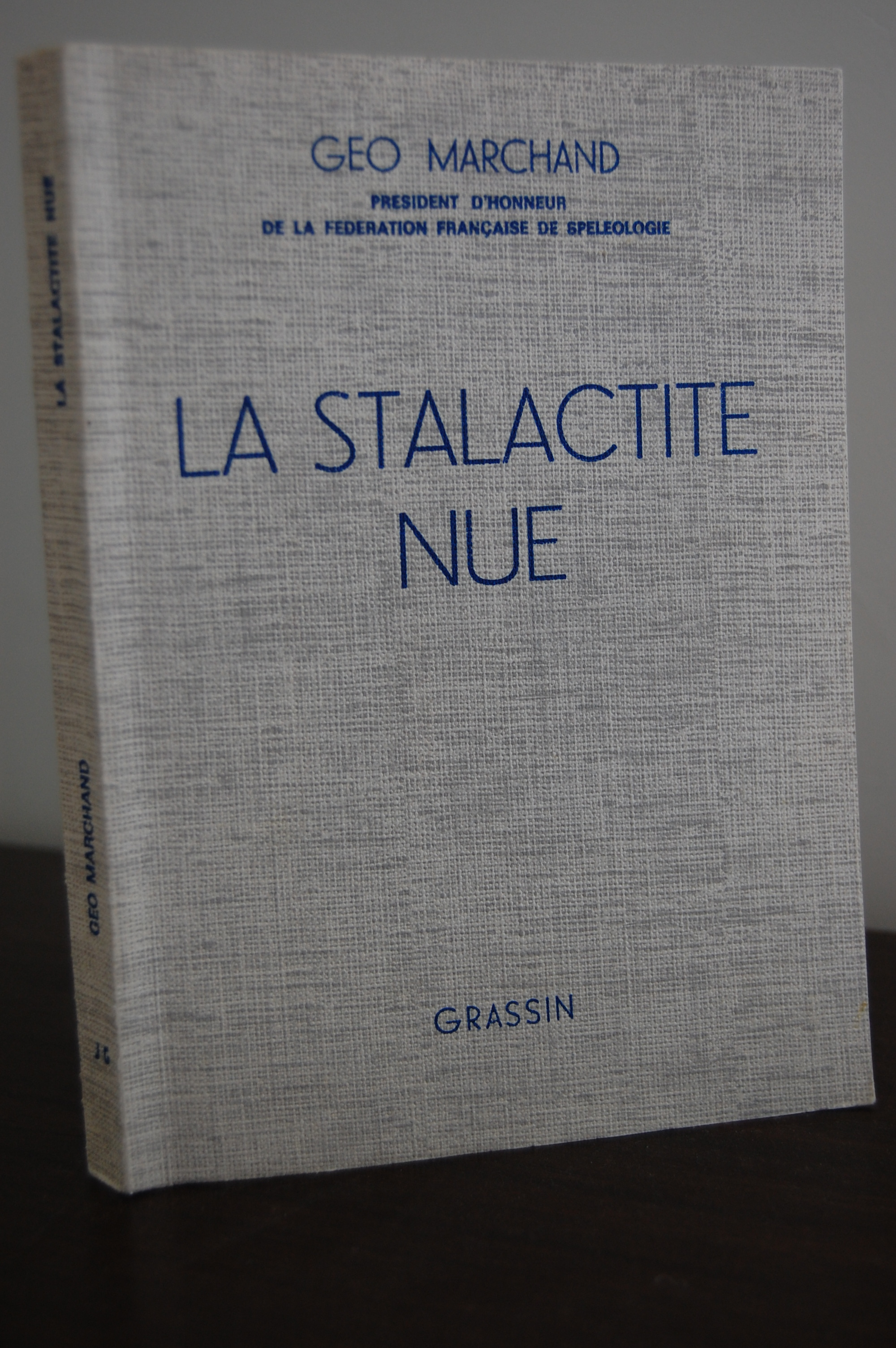
La Stalactite nue de Géo Marchand.

## Distinctions
- Président d’honneur de la fédération française de spéléologie (1972)
- Chevalier des palmes académiques
- Médaille d’or Jeunesse et Sports (1973).

## Hommages
- La promotion 2011 de l'École française de spéléologie prend le nom de « promotion Géo Marchand »[4].